# Korsakov
Korsakov (rusky Корса́ков, japonsky 大泊: Ódomari) je město v Sachalinské oblasti. Žije zde 33 259 obyvatel (2023).

## Poloha
Město leží na jižním okraji Sachalinu, přesněji na východním pobřeží Anivského zálivu severně od La Pérousova průlivu. Od Južno-Sachalinsku/Toyoharau, správního střediska oblasti, je vzdálen přibližně čtyřicet kilometrů jižně.

## Dějiny
O rané historii Korsakova/Ōtomari je známo jen málo. Na tomto místě se nacházela rybářská vesnice Ainu zvaná Kushunkotan (v ruských pramenech Tamari-Aniva), kterou od roku 1790 navštěvovali obchodníci z klanu Macumae.
22. září 1853 se na tomto místě usadila ruská expedice vedená Gennadijem Nevelskojem a pojmenovala jej Fort Muraviovskij podle generálního guvernéra východní Sibiře Nikolaje Muraviova-Amurského. Nevelskoj zanechal podrobné zprávy o vylodění. Setkal se s převážně ainskou populací (nejméně 600 lidí; jiný zdroj zmiňuje pouze 300 obyvatel Ainu), stejně jako s japonskými občany, kteří, soudě podle Nevelskojevy zprávy, vykonávali moc nad domorodými obyvateli. Po Nevelskojevy příjezdu měla vesnice několik stojící stavby, které Nevelskoje nazývá „kůlny“, a dokonce i japonský náboženský chrám.
Korsakov patří mezi nejstarší ruská osídlení na ostrově, vojenské stanoviště zde zřídila už výprava, kterou v roce 1853 vedl Gennadij Ivanovič Něvelskoj. Pojmenovala jej post Muravjoskij k poctě Nikolaje Nikolajeviče Muravjova-Amurského. Vzápětí sice Rusové v roce 1854 místo opět opustili (kvůli probíhající Krymské válce), ale znovu se sem vrátili v roce 1869, kdy zdejší základnu nově pojmenovali post Korsakovskij k poctě Michaila Semjonoviče Korsakova, generálního gubernátora Sibiře.
Ruská přítomnost postupně narůstala, ale po prohrané rusko-japonské válce v roce 1905 připadla tato oblast Portsmouthskou smlouvou Japonskému císařství, které Korsakovo nazývalo jménem Ódomari (japonsky 大泊町). Zpět Rusku (respektive nově Sovětskému svazu) se Korsakov a celý Sachalin vrátily po konci druhé světové války a vzápětí byl v roce 1946 Korsakov povýšen na město.

### Japonské období (1905–1945)
V roce 1905 podle podmínek portsmouthské mírové smlouvy bylo území  Jižního Sachalinu postoupeno Japonsku. Byla zřízena nejsevernější japonská prefektura Karafuto a správním centrem celé prefektury se stalo Ódomari, které vzniklo spojením několika menších ruských vesnic.
14. března 1907 se Ódomari stalo sídlem guvernéra a ve stejném roce byla uvedena do provozu železniční trať, která zasahovala do okolních osad. V létě 1907 byla zahájena také výstavba velkého přístaviště.
Roku 1914 byla v Ódomari otevřena první papírna na Sachalinu. V letech 1920–1928 bylo v přístavišti vybudováno kotviště pro lodě s železobetonovým plošinovým mostem dlouhým 257 m.
1. května 1923 byla slavnostně zahájena trajektová doprava mezi Ódomari a Wakkanai.
Druhá světová válka se Ódomari prakticky vyhnula. 25. srpna 1945 dopluly ruské válečné lodě k městu, Japonci bez odporu kapitulovali a předali celé město sovětské armádě.
Pod japonskou vládou se město nacházelo v okrese Ōtomari v subprefektuře Tojohara (豐原支廳) v prefektuře Karafuto, nejsevernější japonské prefektuře.

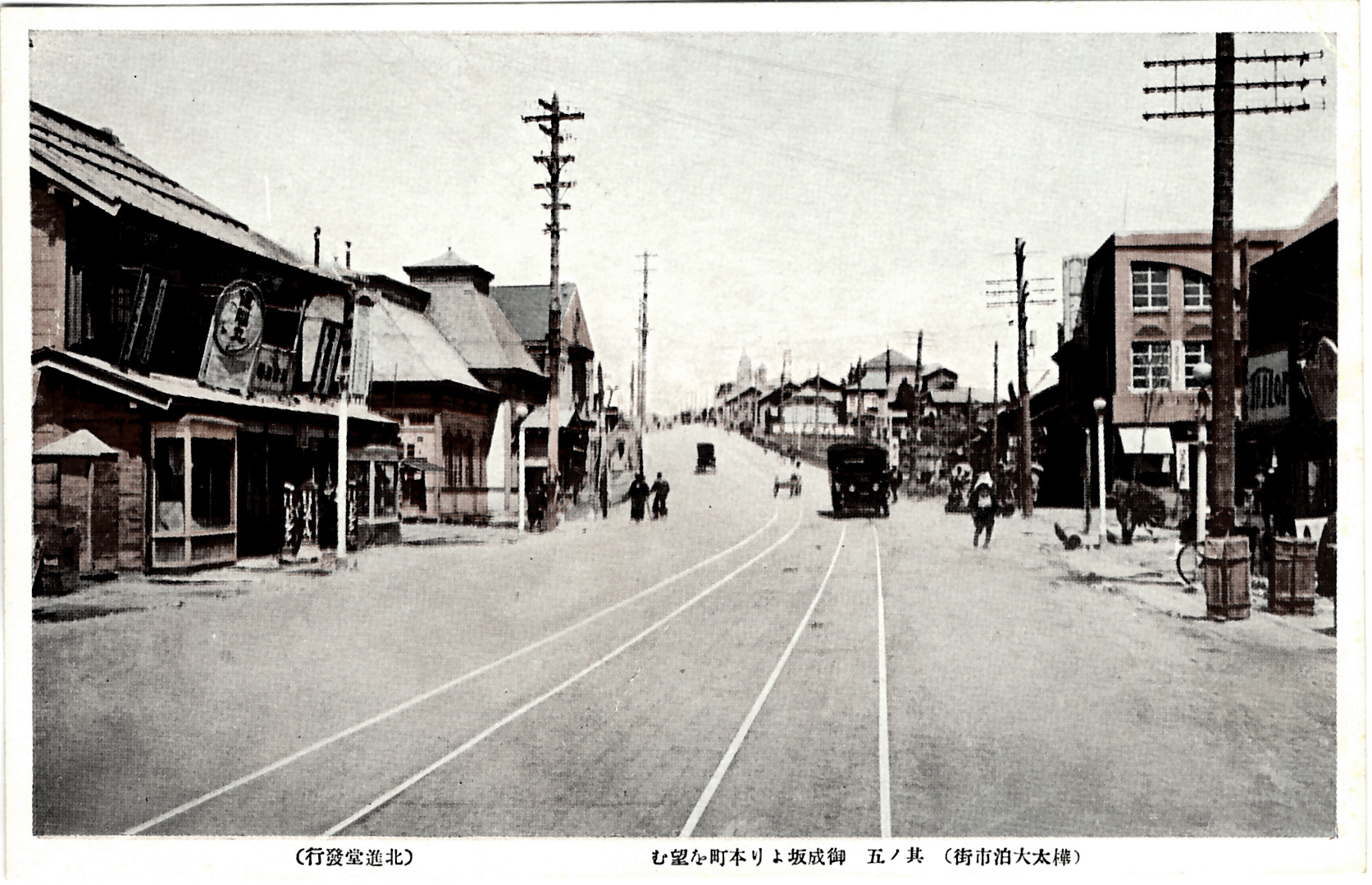
Ōtomari, Karafuto v meziválečném období

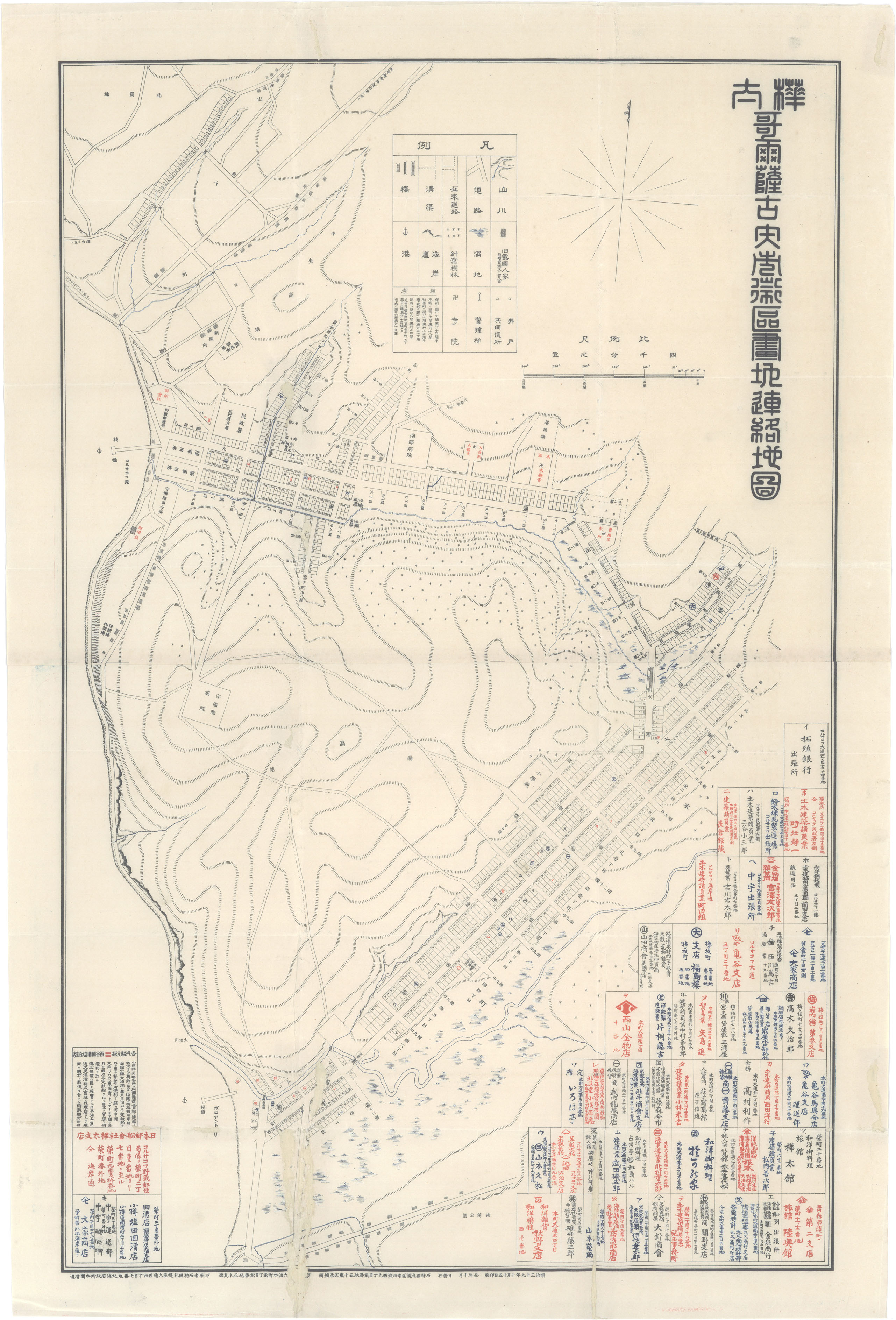
Plány města Ōtomari z roku 1906
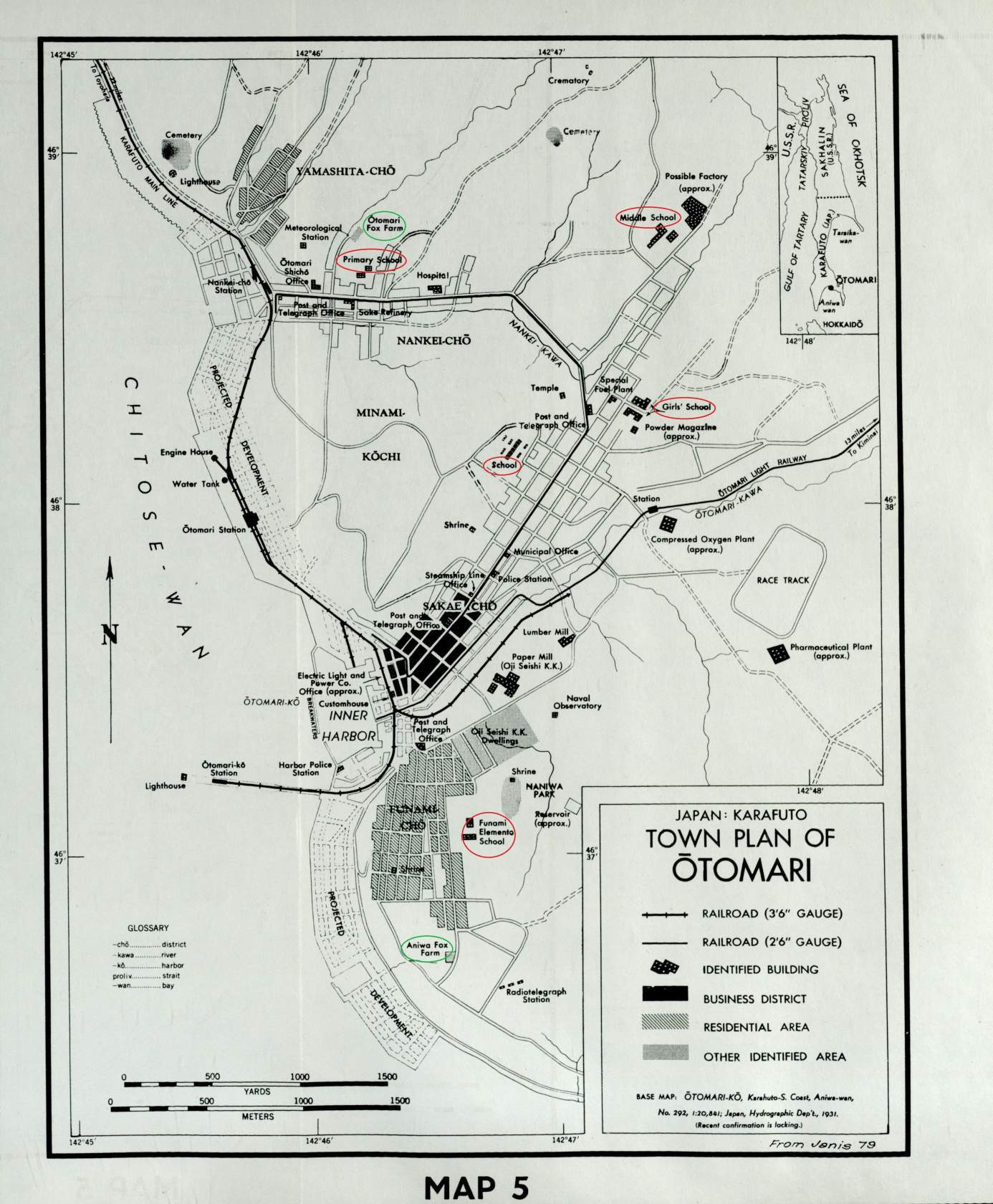
Plány města Ōtomari z roku 1931
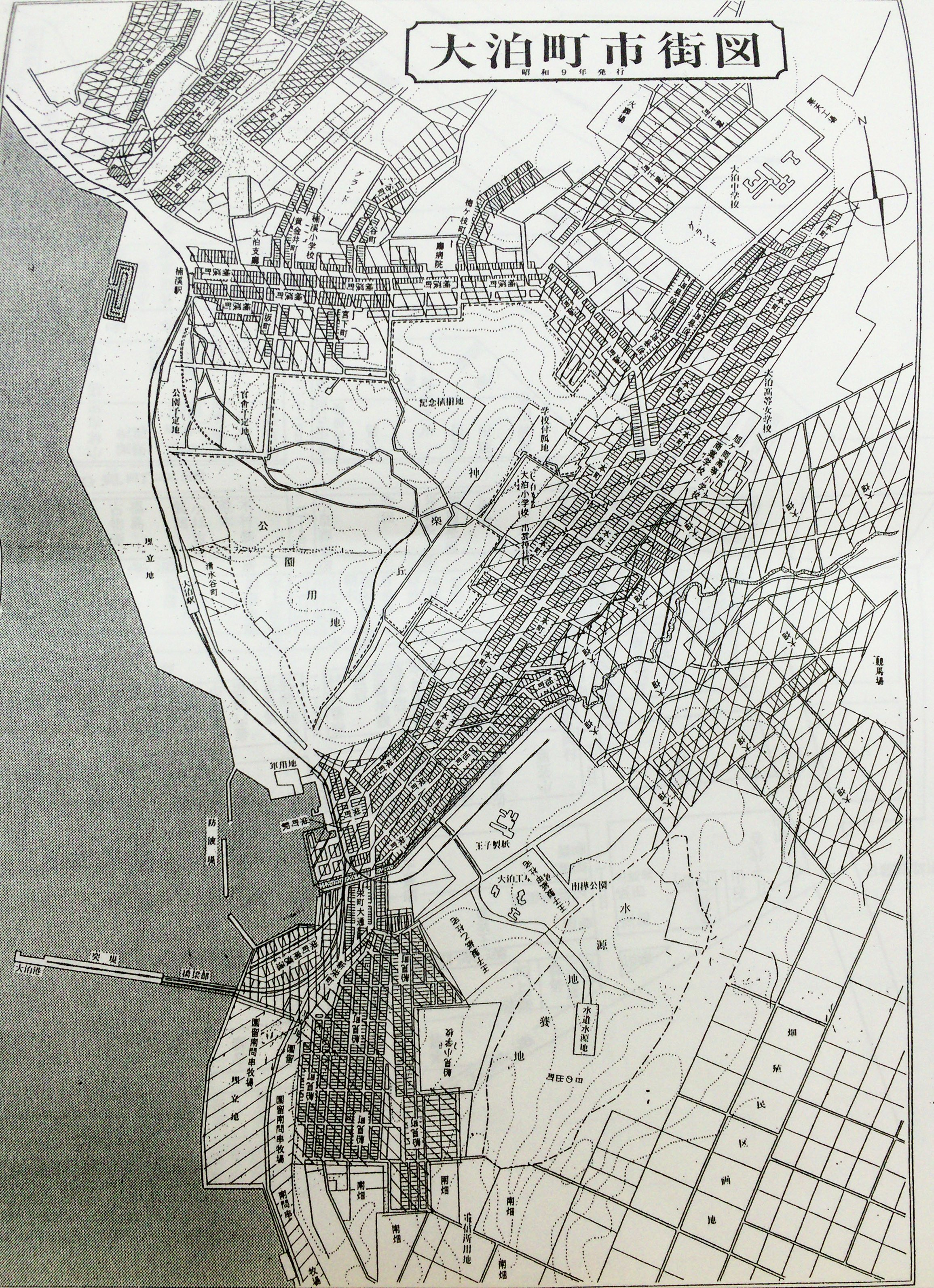
Plány města Ōtomari z roku 1934
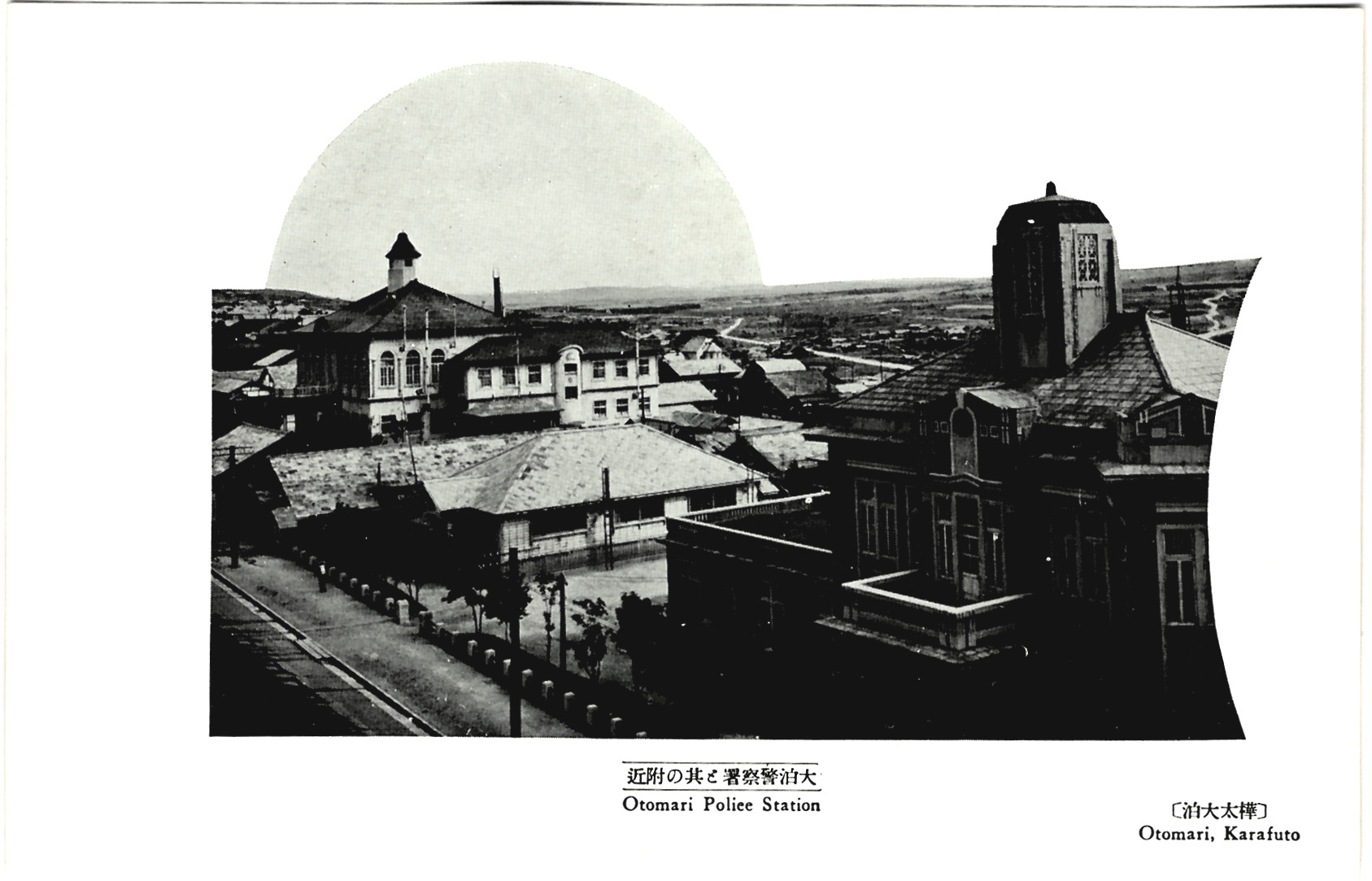
Radnice a četnictva v Ōtomari, Karafuto během meziválečné období
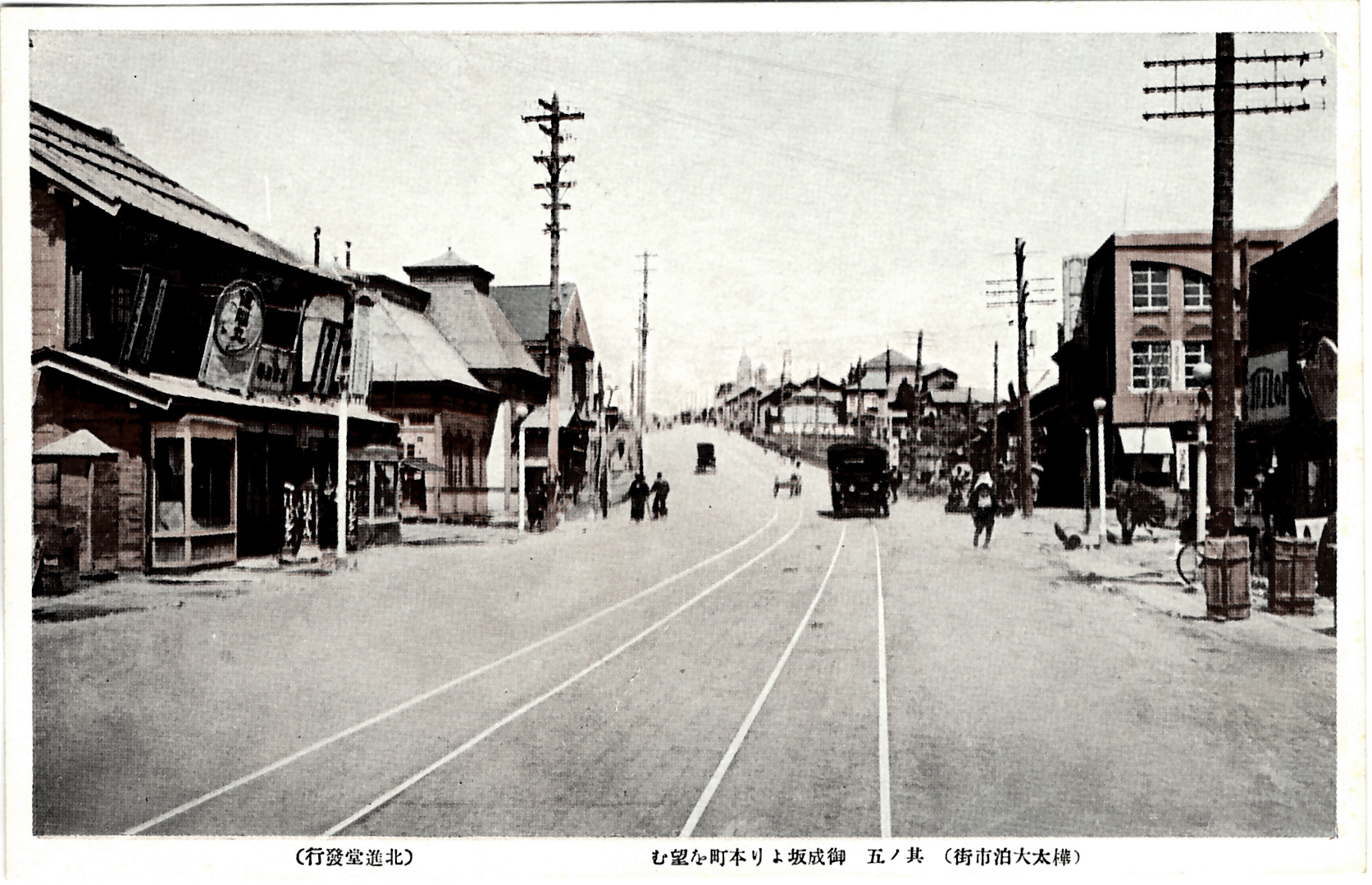
Pošta v Ōtomari, Karafuto během meziválečné období
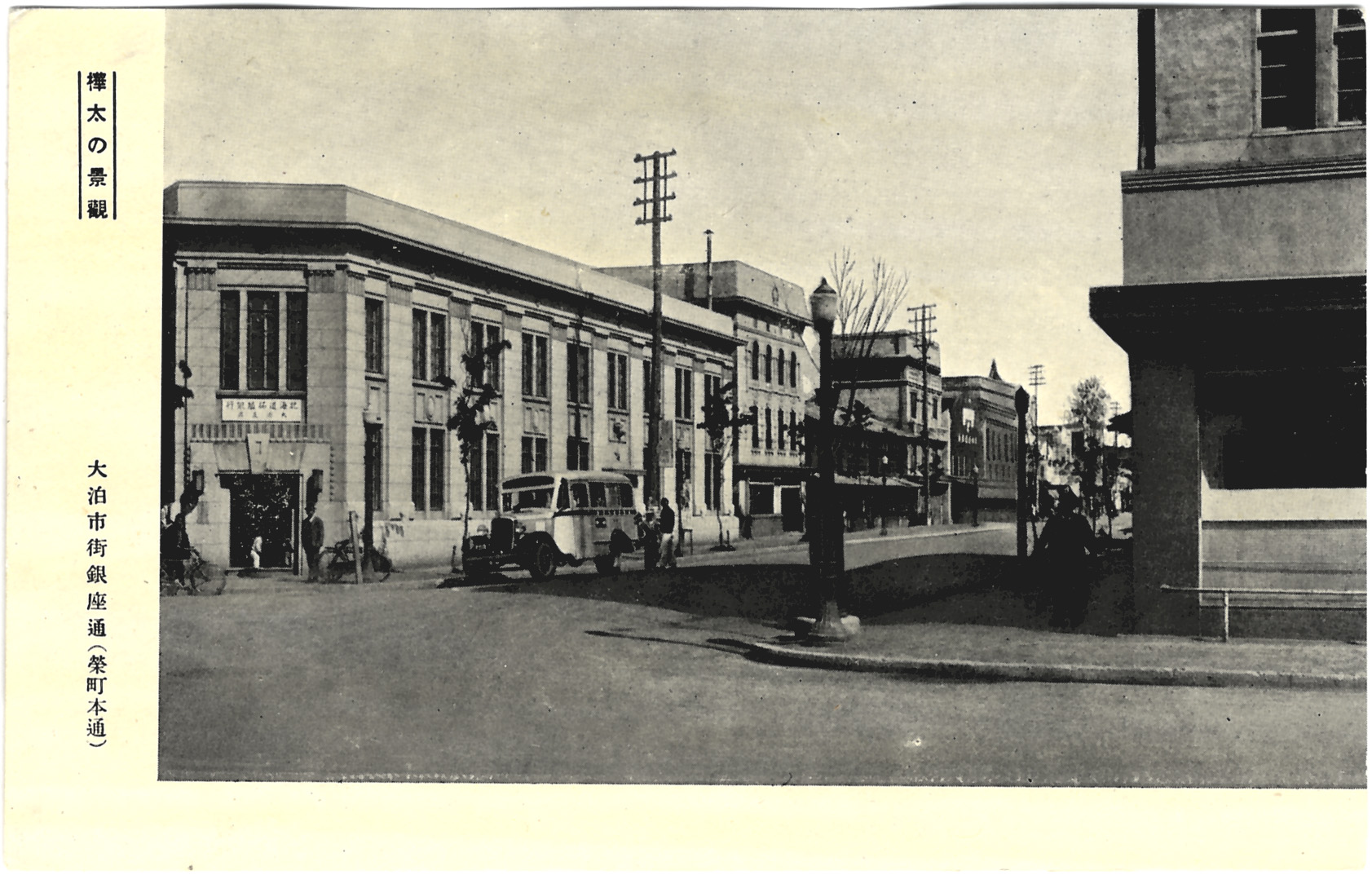
Nákupní oblast Sakae-machi v Ōtomari, Karafuto během meziválečné období
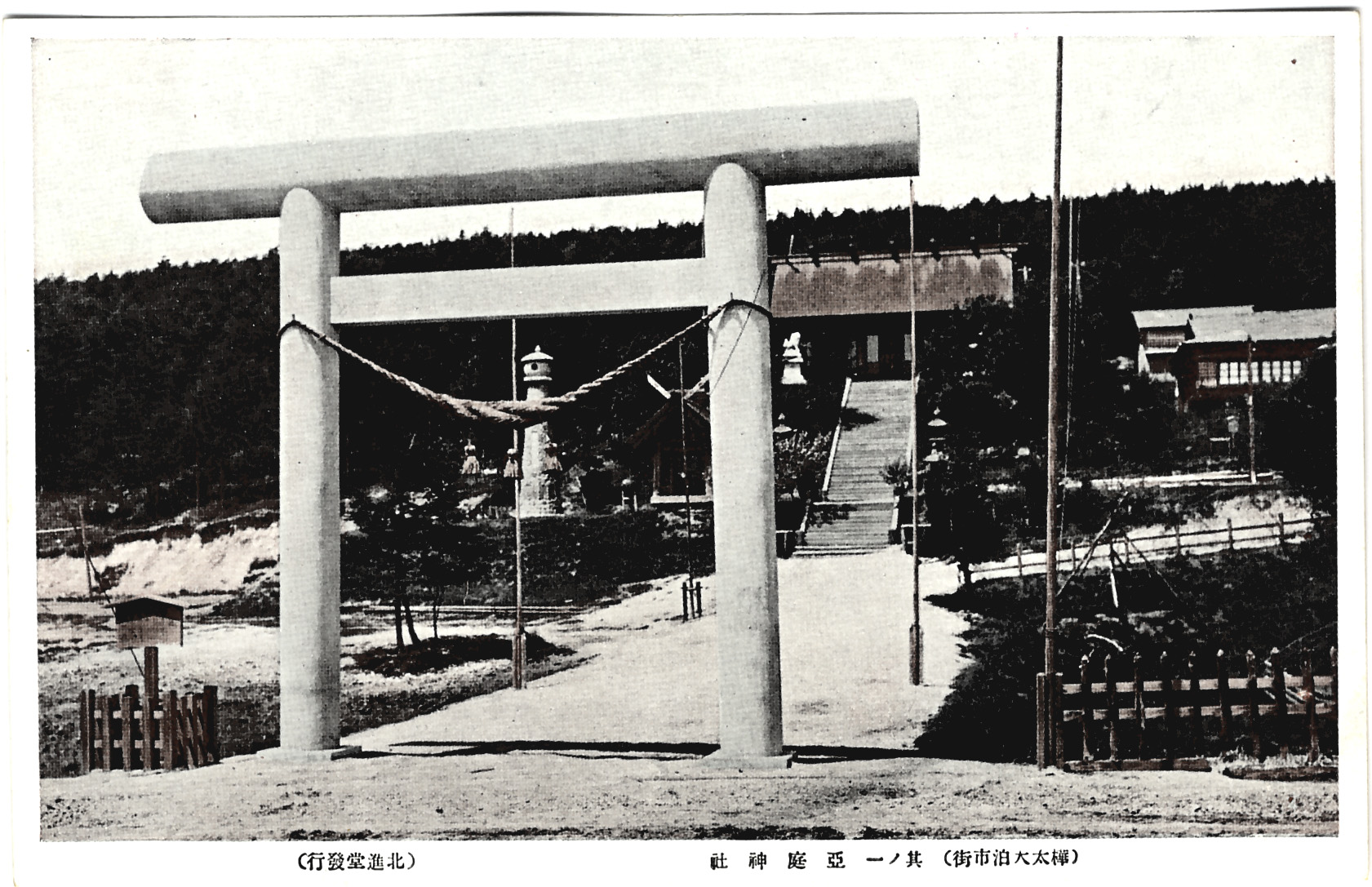
Šintoistická svatyně Aniva-jinja v Ōtomari, Karafuto během meziválečné období
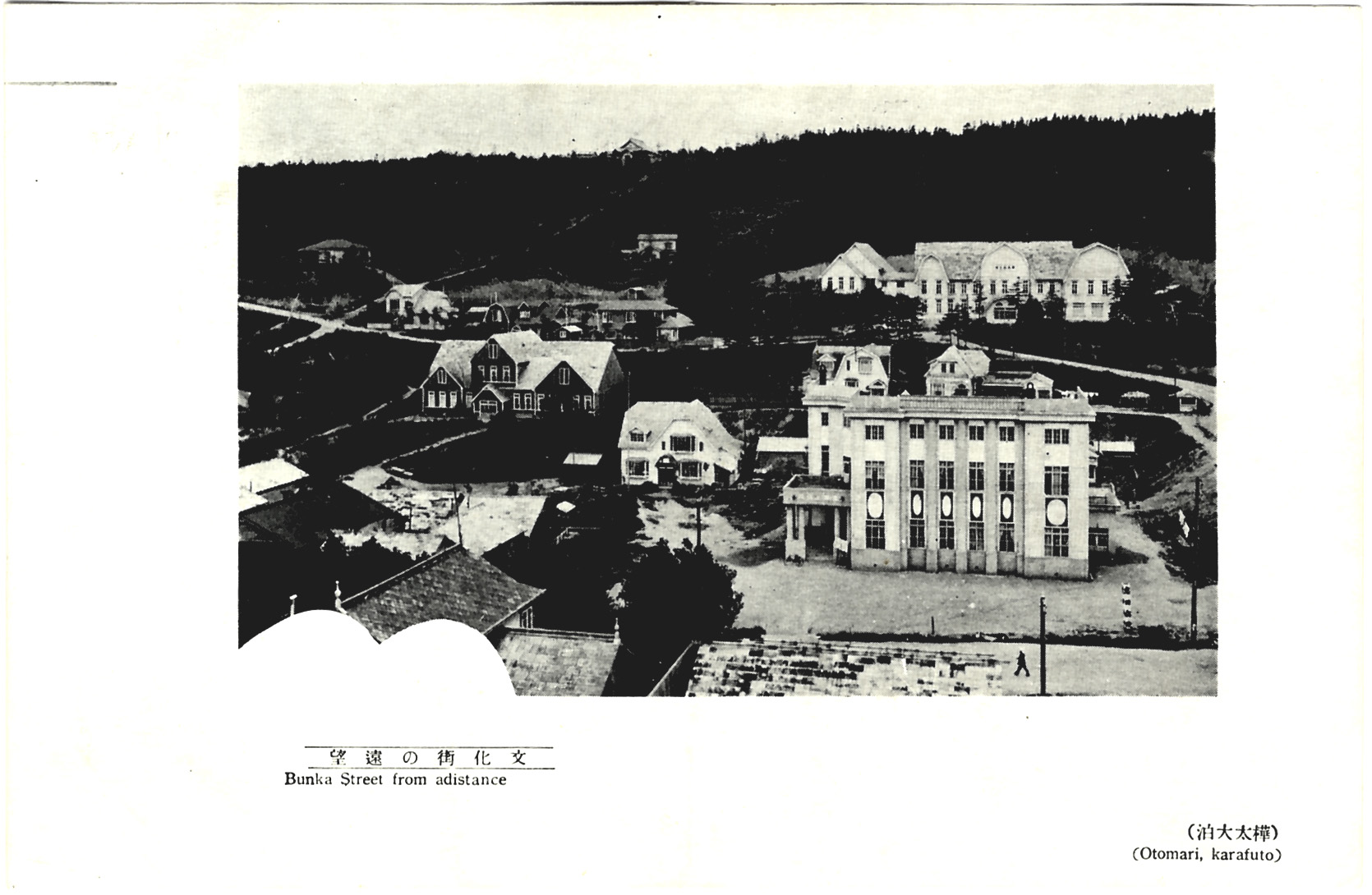
Pohled na ulici Bunka v Ōtomari, Karafuto během meziválečné období

### Poválečné období (1945–1949)
Po připojení jižní části Sachalinu k SSSR bylo v ódomarském přístavišti zřízeno přijímací a přesídlovací centrum pro migranty z pevniny. Usnesením Lidového komisariátu zahraničního obchodu SSSR č. 339 ze dne 17.12.1945 byla v Ódomari otevřena celní pošta, která se stala centrem celních služeb na Sachalinu a Kurilských ostrovech.
V roce 1946 byl výnose prezídia Nejvyššího sovětu SSSR vytvořen region Jižní Sachalin jako součást Chabarovského kraje a Ódomari bylo povýšeno na město. V tomtéž roce bylo rozhodnuto o přejmenování města na Korsakov.
V průběhu roku 1948 byla otevřena ve městě továrna na lepenkové krabice a především nemocnice s poliklinikou a infekčním oddělením s 50 lůžky. Z budovy bývalého kostela byla vytvořena porodnice se 40 lůžky.

### 50.–80. léta 20. století
3. ledna 1952 dostalo hlavní korsakovské náměstí oficiální název – Komsomolské náměstí. Jednalo se tak o připomínku komsomolců, kteří dobrovolně odklízeli město a zasadili listnaté stromy do městského parku. Po několik dalších let však občané města své náměstí lidové nazývali Gorela (hořela), protože území náměstí vzniklo po likvidaci masových požárů v letech 1945–46. Toto náměstí bylo hlavním náměstím až do začátku 70. let, kdy byly jeho funkce postupně přeneseny na současné Leninovo náměstí.
Roku 1972 bylo do provozu uvedeno velkoformátové kino Sojuz a budova komplexu spotřebitelských služeb na Sovětské ulici. 
V 80. letech řada městských podniků a rybářských základen dostávala titul Hrdina socialistické práce.

### Období od roku 1991
Během svého pobytu ve dnech 2.–4. července 1991 ve městě Korsakov podepsala oficiální delegace města Wakkanai v čele se starostou Kuzuou Tsurugou dohodu o partnerství a spolupráci obou měst. 22. září byl založen rusko-japonský podnik na zpracování ryb Iris-1 japonského holdingu Pilenga Godo
V říjnu 1993, v den oslav 140. výročí města, byla v Komsomolském parku postavena bronzová socha generálního guvernéra východní Sibiře Michaila Korsakova, po němž je město pojmenováno.
28. května 1995 byla obnovena pravidelná trajektová doprava Korsakov-Wakkanai. 
29. prosince 1999 byla otevřena nová pětipodlažní budova ústřední regionální nemocnice, jejíž výstavba byla naplánována již v roce 1989. Kvůli nedostatku financí po kolapsu SSSR se začalo stavět až v roce 1995 a stavba byla několikrát přerušena, když došly peníze. V prosinci 2008 byla nemocnice modernizována, přistavěny další budovy.
V roce 2003 byla zahájena výstavba komplexu Prigorodnoje, což je první průmyslový závod na zkapalněný zemní plyn (LNG) v Rusku, terminál pro vývoz ropy a zcela nový přístav nazvaný Prigorodnoje. Komplex byl dokončen v roce 2009. Slavnostního zahájení provozu se účastnili také ruský prezident Dmitrij Medveděv, japonský předseda vlády Taró Asó a britský princ Andrew.
V září 2012 byla zahájena rekonstrukce historického centra města, kdy krom jiného byl odstraněn pomník V. I. Lenina.

## Doprava
Korsakov je nejdůležitějším dopravním uzlem v oblasti Dálného východu. Díky ostrovní poloze Sachalinu je zde nejdůležitější námořní doprava, protože téměř veškerý náklad směřující na (nebo také z) Sachalin a Kurilské ostrovy se přepravuje po moři.

### Železnice
Od roku 1908 je ve městě železniční stanice, která je součástí tzv. Dálněvýchodní dráhy. 
Železniční doprava je zaměřena především na nákladní přepravu spojenou s obsluhou námořního přístavu ve městě. Přeprava osob po železnici je postupně omezována pro nezájem cestujících. Od roku 2015 ve městě existuje železniční příměstská osobní doprava.

### Námořní přístav
Přístav Korsakov je důležitou spojnicí Sachalinu, Kurilských ostrovů a ruské pevniny. Existuje zde pravidelná námořní linka "Korsakov – Južno-Kurilsk – Kurilsk" a zpět. 
V roce 2009 byla obnovena pravidelná kontejnerová doprava na trati Vladivostok – Vostočnyj - Korsakov, kterou využívají lodě rozvážející náklad pro ostrovní spotřebitele a vyvážející produkty ze Sachalinu.
Korsakov je také spojen se sousedním Japonskem osobní trajektovou dopravou Korsakov – Wakkanai.
V roce 2021 se v přístavišti začalo budovat speciální LNG skladiště, Korsakov tak bude sloužit k přepravě speciálních kontejnerů pro zásobování Kurilských ostrovů energií. Plánuje se také výstavba terminálu pro překládku vodíku. V roce 2021 také bylo rozhodnuto o vytvoření speciálního překladiště ulovených ryb, Korsakov se tak stane důležitým centrem rybolovu. Předpokládaný roční obrat logistického distribučního centra v Korsakově je milion tun ryb a mořských produktů. Tento rozsáhlý investiční projekt by měl být dokončen v roce 2027. Hlavním cílem rozvoje námořního přístavu je, aby zde ruští rybáři odevzdávali své úlovky a ne v jihokorejském Pusanu, které je hlavním centrem zpracování tichomořských ryb z ruských oblastí. Přístav se má stát jedním z hlavních dopravních uzlů na Severní mořské cestě. S výstavbou komplexu na zpracování ryb se začne v roce 2024, v rámci modernizace se samotný přístav stane hlubokomořským.
V listopadu 2021 se v přístavišti objevil africký prasečí mor a přístav se tak dostal do karantény.

## Zajímavost
V září 1890 přicestoval do města Anton Pavlovič Čechov. Prožil zde měsíc a o zážitcích napsal knihu Ostrov Sachalin (Остров Сахалин).

## Partnerská města
- Monbecu, Japonsko (1991)
- Wakkanai, Japonsko (1991)
- Samčchok, Jižní Korea (2010)